# Домартен Летре
Домартен Летре (фр. Dommartin-Lettrée) насеље је и општина у североисточној Француској у региону Шампањ-Арден, у департману Марна која припада префектури Витри ле Франсоа.
По подацима из 2011. године у општини је живело 154 становника, а густина насељености је износила 4,71 становника/km². Општина се простире на површини од 32,67 km². Налази се на средњој надморској висини од 147 метара.

## Демографија
| 1962. | 1968. | 1975. | 1982. | 1990. | 1999. | 2011. |
| ----- | ----- | ----- | ----- | ----- | ----- | ----- |
| 214   | 216   | 166   | 179   | 169   | 153   | 154   |

График промене броја становника у току последњих година